# Le sigle più belle
#le sigle più belle è una raccolta di Cristina D'Avena, prodotta da R.T.I. S.p.A., distribuita da A1 Entertainment e pubblicata il 22 luglio 2016.

## Descrizione
Il disco contiene un totale di 32 canzoni tra cui 2 inediti: Jim l'astroverme e La magia che fa volare.
Jim l'astroverme è un brano raro della discografia dell'artista, in quanto, oltre essere la sua prima pubblicazione, è inedito anche nella versione televisiva. La serie venne infatti acquistata da Mediaset ma non trasmessa. Il brano vede la partecipazione anche di un doppiatore non accreditato, quale Claudio Moneta, che interpreta lo stesso Jim nella sigla.
La magia che fa volare, brano de le Kimagure (Veronica Niccolai e Mariagrazia Cucchi), è stata la sigla di Lucca Comics nel 2005. Per il 50º anniversario, Lucca Comics & Games ha deciso di riproporre questo brano in una nuova versione, scegliendo la D'Avena come interprete. La differenza con il brano originale, oltre all'arrangiamento, è nel testo.
Inoltre per la prima volta in una raccolta dell'artista è stata pubblicata Il segreto (per Mariele).

## Tracce
- CD: RTI012016

CD1
Testi di Alessandra Valeri Manera tranne dove indicato; edizioni musicali RTI S.p.A. tranne La magia che fa volare.
1. Mila e Shiro 2 cuori nella pallavolo – 2:56 (musica: Carmelo Carucci)
2. Robin Hood – 3:18 (musica: Carmelo Carucci)
3. Pollon, Pollon combinaguai – 3:00 (testo: Alessandra Valeri Manera, Vladimiro Albera – musica: Piero Cassano)
4. Sailor Moon e il cristallo del cuore – 3:24 (musica: Carmelo Carucci)
5. Doraemon – 3:07 (musica: Max Longhi e Giorgio Vanni)
6. Memole dolce Memole – 3:09 (musica: Giordano Bruno Martelli)
7. Il mistero della pietra azzurra – 3:37 (musica: Carmelo Carucci)
8. All'arrembaggio! – 3:11 (musica: Max Longhi e Giorgio Vanni)
9. L'incantevole Creamy (stereo version) – 2:43 (musica: Giordano Bruno Martelli)
10. È quasi magia Johnny – 2:38 (musica: Carmelo Carucci)
11. Kiss Me Licia – 3:14 (musica: Giordano Bruno Martelli)
12. Tazmania (feat. Pietro Ubaldi) (seconda versione) – 3:07 (musica: Carmelo Carucci; edizioni musicali Warner Chappell Music Italiana)
13. Georgie – 2:31 (musica: Vladimiro Albera e Alberto Baldan Bembo)
14. Alvin rock 'n' roll – 3:00 (musica: Carmelo Carucci)
15. Piccoli problemi di cuore – 4:02 (musica: Gianfranco Fasano)
16. La magia che fa volare (sigla ufficiale Lucca Comics and Games) – 3:28 (Veronica Niccolai e Mariagrazia Cucchi; edizioni musicali Crioma Srl)

CD2
Testi di Alessandra Valeri Manera tranne Principesse gemelle e Il segreto (per Mariele); edizioni musicali RTI S.p.A. tranne Il segreto (per Mariele).
1. Occhi di gatto (stereo version) – 3:20 (musica: Carmelo Carucci)
2. Una spada per Lady Oscar – 3:35 (musica: Carmelo Carucci)
3. Rossana (feat. Giorgio Vanni) – 4:37 (musica: Gianfranco Fasano)
4. Là sui monti con Annette – 3:38 (musica: Giordano Bruno Martelli)
5. Batman – 3:28 (musica: Carmelo Carucci; edizioni musicali Warner Chappell Music Italiana Srl)
6. Arriva Cristina – 3:03 (musica: Carmelo Carucci)
7. Un incantesimo dischiuso tra i petali del tempo – 3:45 (musica: Gianfranco Fasano)
8. Principesse gemelle – 3:16 (testo: Cristina D’Avena – musica: Max Longhi e Giorgio Vanni)
9. Siamo fatti così – 2:51 (musica: Massimiliano Pani)
10. Magica, magica Emi – 3:18 (musica: Giordano Bruno Martelli)
11. Pesca la tua carta Sakura – 4:42 (musica: Gianfranco Fasano)
12. Ti voglio bene Denver (feat. Pietro Ubaldi) – 3:05 (musica: Carmelo Carucci)
13. Il segreto della sabbia – 3:03 (musica: Max Longhi e Giorgio Vanni)
14. Cristina D'Avena e Marco Destro – Che campioni Holly e Benji!!! – 3:15 (musica: Silvio Amato)
15. Jim l’astroverme (feat. Claudio Moneta) – 3:38 (musica: Silvio Amato)
16. Il segreto (per Mariele) (feat. Piccolo Coro "Mariele Ventre" e Le Verdi Note dell'Antoniano) – 4:10 (Sara Casali e Alessio Zini; edizioni musicali Antoniano – Provincia Minoritica di Cristo Re dei Frati Minori dell'Emilia-Romagna/Crioma S.r.l.)

## Vendite
L'album è stato accolto molto positivamente; si è piazzato nella top ten di più classifiche ufficiali: su Amazon è stata numero 1 per 6 giorni consecutivi nella prima settimana di vendite, per poi oscillare tra le prime 4 posizioni nella seconda settimana; sul circuito IBS ha stazionato al numero 2 per diversi giorni per poi raggiungere la posizione numero 1. Per quanto riguarda le classifiche digitali, sulla piattaforma Google Play è riuscita a toccare la tredicesima posizione (oscillando tra la Top 20 e Top 30 nelle prime due settimane di vendite); anche su iTunes ha oscillato tra Top 20 e Top 30 durante la prima settimana, fino ad entrare in Top 10 stazionandovi per 5 giorni nella seconda settimana (posizione più alta raggiunta: numero 5).
Secondo la classifica FIMI (Federazione Industria Musicale Italiana), con la prima settimana di vendite l'album ha esordito direttamente al terzo posto dei dischi più venduti in Italia rimanendo in Top Ten per un mese (posizioni raggiunte: 3, 8, 9, 7, 13).

## Produzione
- Marina Arena – Realizzazione a cura della Divisione Musica R.T.I. SpA
- Massimo Rossin – Licensing & Business R.T.I SpA
- Mario Bove – Foto
- Mariangela Righetti – Trucco
- Andrea Vicinanza – Acconciature
- Miria Degli Espositi – Assistenza costumi
- Elisabetta Franchi – Abiti
- Rizieri – Calzature
- Bijou Brigitte – Accessori
- Giuseppe Spada – Grafica
- Massimo Palma – Direzione artistica e supervisione progetto Crioma Srl
- Andrea Galgano – Direzione artistica e supervisione progetto Crioma Srl
- Clarissa D'Avena – Ufficio stampa e promozione Crioma Srl

## Formazione

### La magia che fa volare
- Massimo Galletti – sax soprano e sax tenore, arrangiamento e cori
- Cristian Lugnani  – chitarra acustica ed elettrica, arrangiamento e cori
- Francesco Mariani – pianoforte e tastiere, arrangiamento e cori
- Emanuele Coli – batteria
- Alberto Bellucci – basso
- Marco Paolini – sax contralto
- Jose Ramon Caraballo Armas – tromba
- Chiara Vannunci – cori

### Il segreto (per Mariele)
- Alex Volpi – arrangiamento strumentale
- Marco Iardella – arrangiamento vocale
- Sabrina Simoni – direzione Piccolo Coro "Mariele Ventre"
- Stefano Nanni – direzione Le Verdi Note dell'Antoniano

## Classifiche
| Classifica (2016) | Posizione massima |
| ----------------- | ----------------- |
| Italia            | 3                 |

## Riedizione

### #le sigle più belle - volume 1
Il 22 ottobre 2018 il primo disco dell'album viene ristampato in una tiratura limitata di 500 copie in doppio vinile verde in esclusiva per Amazon e in un'edizione tradizionale per gli altri negozi, con il titolo #le sigle più belle (volume 1). La riedizione non è stata prodotta da Paolo Paltrinieri.

#### Tracce
- LP: RTI LP 012018

Lato A
Testi di Alessandra Valeri Manera, musiche di Ninni Carucci tranne Pollon, Pollon combinaguai; edizioni musicali RTI – Reti Televisive Italiane S.p.A.
1. Mila e Shiro 2 cuori nella pallavolo – 2:56
2. Robin Hood – 3:18
3. Pollon, Pollon combinaguai – 3:00 (testo: Alessandra Valeri Manera e Vladimiro Albera – musica: Piero Cassano)
4. Sailor Moon e il cristallo del cuore – 3:24

Durata totale: 12:38
Lato B
Testi di Alessandra Valeri Manera; edizioni musicali RTI – Reti Televisive Italiane S.p.A.
1. Doraemon – 3:07 (musica: Max Longhi e Giorgio Vanni)
2. Memole dolce Memole – 3:09 (musica: Giordano Bruno Martelli)
3. Il mistero della pietra azzurra – 3:37 (musica: Ninni Carucci)
4. All'arrembaggio! – 3:11 (musica: Max Longhi e Giorgio Vanni)

Durata totale: 13:04
Lato C
Testi di Alessandra Valeri Manera; edizioni musicali RTI – Reti Televisive Italiane S.p.A.
1. L'incantevole Creamy (stereo version) – 2:43 (musica: Giordano Bruno Martelli)
2. È quasi magia Johnny – 2:38 (musica: Ninni Carucci)
3. Kiss Me Licia – 3:14 (musica: Giordano Bruno Martelli)
4. Tazmania (feat. Pietro Ubaldi) (seconda versione) – 3:07 (musica: Ninni Carucci; edizioni musicali Warner Chappell Music Italiana)

Durata totale: 11:42
Lato D
Testi di Alessandra Valeri Manera tranne La magia che fa volare; edizioni musicali RTI – Reti Televisive Italiane S.p.A. tranne La magia che fa volare.
1. Georgie – 2:31 (musica: Baldan Bembo, Albera)
2. Alvin rock 'n' roll – 3:00 (musica: Ninni Carucci)
3. Piccoli problemi di cuore – 4:02 (musica: Franco Fasano)
4. La magia che fa volare (sigla ufficiale Lucca Comics and Games) – 3:28 (Veronica Niccolai e Mariagrazia Cucchi; edizioni musicali Crioma Srl)

Durata totale: 13:01

#### Classifiche
| Classifica (2018) | Posizione massima |
| ----------------- | ----------------- |
| Italia            | 7                 |

### #le sigle più belle - volume 2
A due anni di distanza dal primo volume, il 6 novembre 2020 esce il secondo dal titolo #le sigle più belle - volume 2: doppio vinile rosa trasparente per la Amazon Vinyl Week con una tiratura di 400 copie e doppio vinile nero per gli altri negozi.

#### Tracce
Lato A
Testi di Alessandra Valeri Manera; edizioni musicali RTI S.p.A.
1. Occhi di gatto (stereo version) – 3:20 (musica: Ninni Carucci)
2. Una spada per Lady Oscar – 3:35 (musica: Ninni Carucci)
3. Cristina D'Avena e Giorgio Vanni – Rossana – 4:37 (musica: Franco Fasano e Max Longhi)
4. Là sui monti con Annette – 3:38 (musica: Giordano Bruno Martelli)

Durata totale: 15:10
Lato B
Testi di Alessandra Valeri Manera tranne Principesse gemelle; edizioni musicali RTI – Reti Televisive Italiane S.p.A.
1. Batman – 3:28 (musica: Ninni Carucci; edizioni musicali Warner Chappell Music Italiana Srl)
2. Arriva Cristina – 3:03 (musica: Ninni Carucci)
3. Un incantesimo dischiuso tra i petali del tempo – 3:45 (musica: Franco Fasano)
4. Principesse gemelle – 3:16 (testo: Cristina D’Avena – musica: Max Longhi e Giorgio Vanni)

Durata totale: 13:32
Lato C
Testi di Alessandra Valeri Manera; edizioni musicali RTI – Reti Televisive Italiane S.p.A.
1. Siamo fatti così – 2:51 (musica: Massimiliano Pani)
2. Magica, magica Emi – 3:18 (musica: Giordano Bruno Martelli)
3. Pesca la tua carta Sakura – 4:42 (musica: Franco Fasano)
4. Ti voglio bene Denver (feat. Pietro Ubaldi) – 3:05 (musica: Ninni Carucci)

Durata totale: 13:56
Lato D
Testi di Alessandra Valeri Manera tranne Il segreto (per Mariele); edizioni musicali RTI – Reti Televisive Italiane S.p.A. tranne Il segreto (per Mariele).
1. Il segreto della sabbia – 3:03 (musica: Max Longhi e Giorgio Vanni)
2. Cristina D'Avena e Marco Destro – Che campioni Holly e Benji!!! – 3:15 (musica: Silvio Amato)
3. Jim l’astroverme (feat. Claudio Moneta) – 3:38 (musica: Silvio Amato)
4. Il segreto (per Mariele) (feat. Piccolo Coro "Mariele Ventre" e Le Verdi Note dell'Antoniano) – 4:10 (Sara Casali e Alessio Zini; edizioni musicali Antoniano – Provincia Minoritica di Cristo Re dei Frati Minori dell'Emilia-Romagna/Crioma S.r.l.)

Durata totale: 14:06

#### Produzione
Giovanna Ciani – Licensing R.T.I SpA

#### Classifiche
| Classifica (2018) | Posizione massima |
| ----------------- | ----------------- |
| Italia            | 8                 |